# Cleydael Golf & Country Club
Cleydael Golf & Country Club is een Belgische golfclub in Aartselaar in de provincie Antwerpen.
Op het domein staat kasteel Cleydael. Het clubhuis is gevestigd in een van de 17e-eeuwse bijgebouwen van dit kasteel.
De 18-holes golfbaan van Cleydael ligt op 65 hectare van het domein. De eerste negen holes liggen in het bos, de tweede negen liggen in meer open landschap. De baan is in de jaren tachtig ontworpen door Paul Rolin.